# Renzo Vera
Renzo Gonzalo Vera (Paraná, Provincia de Entre Ríos, Argentina; 1 de junio de 1983) es un futbolista argentino. Juega de defensa y su equipo actual es Seguí F.C que disputa la Liga De Fútbol Paraná Campaña L.F.P.C de Argentina.

## Trayectoria

### Unión de Santa Fe y Ferro Carril Oeste
El zaguero central se inició deportivamente en Club Deportivo Argentinos Juniors de Paraná Entre Ríos, donde hizo las inferiores y debutó en Primera en el año 2003 en Unión de Santa Fe. Vistió la casaca del "Tate" hasta el 2009, pasando al año siguiente a Ferro junto a su compañero Marcelo Mosset. 
En el verdolaga participó del torneo Nacional B, disputando 17 encuentros. Luego retornó a Unión. El 5 de enero de 2016, firma su regreso a Ferro con el que disputó la B Nacional 2016 intentando conseguir el único ascenso en disputa a la primera división. El 15 de julio del 2016, tras un campeonato donde no se pudo conseguir el ascenso y se estuvo muy lejos de la disputa firma la rescisión de su contrato.

### Patronato
En 2016, llegó a Club Atlético Patronato de la Juventud Católica.

### Gimnasia y Tiro de Salta
Se confirma su llegada en febrero del 2022 para disputar el Torneo Federal A 2022. Es convocado al banco de suplentes para el partido que terminaría en derrota y eliminación por 3 a 1 contra Racing por la Copa Argentina 2022, no ingresó en dicho encuentro. Su debut se terminaría dando el 30 de marzo por la primera fecha del torneo al ingresar a los 20 minutos del primer tiempo del partido contra Sportivo Belgrano y ya en la siguiente fecha sería el titular en la zaga central junto con Adolfo Tallura. En el partido por la octava fecha sale lesionado a los 24 minutos del primer tiempo. Posteriormente se confirmó una rotura en el tendón de Aquiles que lo tendría alejado de las canchas por el resto de la temporada. En total disputó 7 partidos en los que no convirtió goles y recibió 1 amarilla en los 544 minutos jugados

## Estadísticas
Actualizado al 18 de octubre de 2022

| Unión de Santa Fe Argentina | 1.ª                 | 2002-03             | 8   | 0  | 0 | 0 | — | — | 8   | 0  |
| Unión de Santa Fe Argentina | 2.ª                 | 2003-04             | 21  | 0  | 0 | 0 | — | — | 21  | 0  |
| Unión de Santa Fe Argentina | 2.ª                 | 2004-05             | 21  | 0  | 0 | 0 | — | — | 21  | 0  |
| Unión de Santa Fe Argentina | 2.ª                 | 2005-06             | 34  | 0  | 0 | 0 | — | — | 34  | 0  |
| Unión de Santa Fe Argentina | 2.ª                 | 2006-07             | 18  | 0  | 0 | 0 | — | — | 18  | 0  |
| Unión de Santa Fe Argentina | 2.ª                 | 2007-08             | 33  | 0  | 0 | 0 | — | — | 33  | 0  |
| Unión de Santa Fe Argentina | 2.ª                 | 2008-09             | 11  | 0  | 0 | 0 | — | — | 11  | 0  |
| Unión de Santa Fe Argentina | Total               | Total               | 146 | 0  | 0 | 0 | 0 | 0 | 146 | 0  |
| Ferro Argentina | 2.ª                 | 2008-09             | 17  | 0  | 0 | 0 | — | — | 17  | 0  |
| Ferro Argentina | Total               | Total               | 17  | 0  | 0 | 0 | 0 | 0 | 17  | 0  |
| Unión de Santa Fe Argentina | 2.ª                 | 2009-10             | 32  | 2  | 0 | 0 | — | — | 32  | 2  |
| Unión de Santa Fe Argentina | Total               | Total               | 32  | 2  | 0 | 0 | 0 | 0 | 32  | 2  |
| Tigre Argentina | 2.ª                 | 2010-11             | 18  | 0  | 0 | 0 | — | — | 18  | 0  |
| Tigre Argentina | Total               | Total               | 18  | 0  | 0 | 0 | 0 | 0 | 18  | 0  |
| Unión de Santa Fe Argentina | 1.ª                 | 2011-12             | 22  | 0  | 1 | 0 | — | — | 23  | 0  |
| Unión de Santa Fe Argentina | Total               | Total               | 22  | 0  | 1 | 0 | 0 | 0 | 23  | 0  |
| Unión de Santa Fe Argentina | Total en Unión      | Total en Unión      | 200 | 2  | 1 | 0 | 0 | 0 | 201 | 2  |
| Independiente (R) Argentina | 2.ª                 | 2012-13             | 27  | 1  | 1 | 0 | — | — | 28  | 1  |
| Independiente (R) Argentina | Total               | Total               | 27  | 1  | 1 | 0 | 0 | 0 | 28  | 1  |
| Talleres de Córdoba Argentina | 2.ª                 | 2013-14             | 32  | 0  | 0 | 0 | — | — | 32  | 0  |
| Talleres de Córdoba Argentina | Total               | Total               | 32  | 0  | 0 | 0 | 0 | 0 | 32  | 0  |
| San Martín de San Juan Argentina | 2.ª                 | 2014                | 20  | 2  | 1 | 0 | — | — | 21  | 2  |
| San Martín de San Juan Argentina | 1.ª                 | 2015                | 23  | 2  | 0 | 0 | — | — | 23  | 2  |
| San Martín de San Juan Argentina | Total               | Total               | 43  | 4  | 1 | 0 | 0 | 0 | 44  | 4  |
| Ferro Argentina | 2.ª                 | 2016                | 20  | 1  | 1 | 0 | — | — | 21  | 1  |
| Ferro Argentina | Total               | Total               | 20  | 1  | 1 | 0 | 0 | 0 | 21  | 1  |
| Ferro Argentina | Total en Ferro      | Total en Ferro      | 37  | 1  | 1 | 0 | 0 | 0 | 37  | 1  |
| Patronato Argentina | 1.ª                 | 2016-17             | 25  | 0  | 0 | 0 | — | — | 25  | 0  |
| Patronato Argentina | 1.ª                 | 2017-18             | 24  | 0  | 0 | 0 | — | — | 24  | 0  |
| Patronato Argentina | 1.ª                 | 2018-19             | 17  | 1  | 1 | 0 | — | — | 18  | 1  |
| Patronato Argentina | Total               | Total               | 66  | 1  | 1 | 0 | 0 | 0 | 67  | 1  |
| Gimnasia de Mendoza Argentina | 2.ª                 | 2019-20             | 19  | 1  | 1 | 1 | — | — | 20  | 2  |
| Gimnasia de Mendoza Argentina | 2.ª                 | 2020                | 3   | 0  | 0 | 0 | — | — | 3   | 0  |
| Gimnasia de Mendoza Argentina | 2.ª                 | 2021                | 8   | 0  | 0 | 0 | — | — | 8   | 0  |
| Gimnasia de Mendoza Argentina | Total               | Total               | 30  | 1  | 1 | 1 | 0 | 0 | 31  | 2  |
| Gimnasia y Tiro Argentina | 3.ª                 | 2022                | 7   | 0  | 0 | 0 | — | — | 7   | 0  |
| Gimnasia y Tiro Argentina | Total               | Total               | 7   | 0  | 0 | 0 | 0 | 0 | 7   | 0  |
| Total en su carrera | Total en su carrera | Total en su carrera | 460 | 10 | 5 | 0 | 0 | 0 | 465 | 10 |
| (1) La copa nacional se refiere a la Copa Argentina y Supercopa Argentina . (2) La copa internacional se refiere a la Copa Sudamericana, Recopa Sudamericana, Copa Libertadores y Copa Suruga Bank. |                     |                     |     |    |   |   |   |   |     |    |

## Palmarés

### Otros logros
|                                                                                        |
| - Ascenso a Primera División con San Martín de San Juan en la Primera B Nacional 2014. |